# Ichthyomys stolzmanni
A ratazana-pescadora (Ichthyomys stolzmanni), também chamada de rato-pescador ou comedor de peixes de Stolzmann é uma espécie de roedor que, apesar de já ter sido listada como um animal em vias de extinção, proliferou-se no Peru graças às fazendas criadoras de peixe.

## Características
É ótima nadadora e possui dentes incisivos superiores preparados para capturar peixes que ela arrasta para fora da água para se alimentar. Pode medir de 15 a 20 centímetros de comprimento. Tem duas ninhadas de filhotes a cada ano. Habita o leste do Equador e o Peru. Em seu estômago já foram encontrados camarões, insetos e isópodes.

## Declínio e aumento populacional
O animal foi primeiramente descoberto em 1893. Foi visto novamente em 1920, e ficou "desaparecido" até ser reencontrado num estudo realizado pelos biólogos Victor Pacheco e Joaquin Ugarte Nuñez em 2011 realizado no Peru.
Desde os anos 1970, fazendas peruanas criadoras de trutas começaram a crescer em número, o que facilitou a alimentação destes roedores. Segundo os habitantes locais, esta espécie é bem comum na região e está até se tornando uma praga. Normalmente, alimentam-se dos filhotes de truta, o que leva à redução na produtividade dos criadores. São animais muito ágeis, difíceis de serem capturados.
Mesmo com o aumento populacional, pesquisadores indicam que serão necessários novos estudos para determinar se a espécie ainda está em risco de extinção. 

## Origem do nome científico
O nome "stolzmanni" faz referência ao biólogo polonês Jan Sztolcman (1854-1928), que organizou expedições ornitológicas no Peru no fim do século XIX. Diversas outras espécies e subespécies de animais já foram nomeadas em sua homenagem, como o Tyranneutes stolzmanni, o Ceratophrys stolzmanni e o Chlorothraupis stolzmanni.